# بهاليل الجزيرة
قرية بهاليل الجزيرة هي إحدى القرى التابعة لمركز المراغة بمحافظة سوهاج في جمهورية مصر العربية. حسب إحصاءات سنة 2006، بلغ إجمالي السكان في بهاليل الجزيرة 11433 نسمة، منهم 5925 رجل و5508 امرأة.